# Romska flaggan
Romska flaggan (romani: O styago le romengo) är en internationell flagga för alla romer. 
Flaggan i dess nuvarande form antogs vid den första romska världskongressen i London 1971, även om den blågröna bakgrunden antogs redan vid en kongress i Bukarest 1933. Hjulet (chakrat) är tänkt att symbolisera romernas historiska koppling till Indien, själva vandringen från indien och romskt framåtskridande. Den gröna färgen i flaggan symboliserar jorden, och den blå färgen representerar himlen och har en andlig dimension. 